# Жизнь Адель
«Жизнь Аде́ль» (фр. La vie d'Adèle — Chapitres 1 et 2, дословно — «Жизнь Аде́ли: Гла́вы 1 и 2») — французский романтический фильм режиссёра Абделатифа Кешиша, основанный на графическом романе Жюли Маро «Синий — самый тёплый цвет» (фр. Le Bleu est une couleur chaude). Обладатель «Золотой пальмовой ветви» 66-го Каннского международного кинофестиваля (впервые награду за лучший фильм наряду с режиссёром получили и исполнительницы главных ролей).
Летом после фестиваля режиссёр работал над прокатной монтажной версией фильма (в Каннах демонстрировался рабочий вариант). Национальный и международный прокат «Жизни Адель» начался осенью 2013 года, во Франции картина стартовала с первой строчки бокс-офиса — за премьерный уикенд её посмотрели более 260 тысяч зрителей. Кинотеатральной версией фильма продолжительностью около трёх часов Кешиш не ограничился и анонсировал «финальный монтаж», который на 40 минут длиннее, также режиссёр не исключил съёмки сиквела.

## Сюжет
Глава первая
Адель (Адель Экзаркопулос) — среднестатистическая семнадцатилетняя французская старшеклассница. Она живёт в пригороде Лилля и каждый день едва успевает на утренний автобус до лицея. В школе Адель проявляет интерес к литературе и языкам. Показан урок французской литературы, на котором обсуждается роман «Жизнь Марианны» Пьера Мариво. На Адель книга производит сильное впечатление.
После занятий подруги Адели обращают её внимание, что она явно вызывает симпатию у парня из старшего класса, Тома́ (Жереми Лаэрт). Адели он тоже нравится. На следующее утро они случайно встречаются в автобусе и договариваются встретиться после занятий. По дороге на свидание Адель обращает внимание на девушку, волосы которой окрашены в синий цвет. Свидание с Тома из уличного кафе переходит в кино. Вернувшись домой, Адель пребывает в растерянности, понимая, что с Тома у неё нет ничего общего и что, хоть он и добрый парень, к нему её тянет гораздо меньше, чем к незнакомке с синими волосами.
На следующий день в лицее Адель избегает Тома и расспросов навязчивых подруг об их свидании. Когда Тома просит её объясниться, она целует его и проводит с ним ночь. После этого Адель в полном смятении понимает, что она не может быть с Тома́. Она бросает Тома и чтобы отвлечься, идёт с другом-геем в ночной гей-клуб, где снова встречает девушку с синими волосами, Эмму (Леа Сейду). Эмма — студентка университета факультета искусств.
На следующее утро Эмма ждёт Адель у выхода из школы. Девушки гуляют по набережной, рассказывают друг другу о себе и, хоть они мало в чём похожи, они сильно друг другу нравятся. Одно появление Эммы у лицея Адели приводит к шквалу эмоций со стороны одноклассников. При следующей встрече подруги Адели ведут себя агрессивно, возникает ссора по поводу сексуальной ориентации Адели.
Адель проводит всё больше времени с Эммой. Их влечение переходит в бурную страсть. Девушки знакомятся с родителями друг друга, причём Эмма представляет Адель как свою девушку, а Эмму консервативные родители Адели считают подругой, помогающей с экзаменом по философии. Эмма неплохо рисует, и Адель становится её главной музой.
Несмотря на сильное влечение друг к другу, девушки очень разные. У Адели чёткий жизненный план и план педагогической карьеры, который она с успехом реализует. Эмма пытается реализовать себя как художница, что намного сложнее. На вечеринках, куда приходят друзья Эммы из мира искусства, Адели скучно. Кроме того, она замечает, что Эмма воркует с беременной гостьей по имени Лиз, а несколькими днями позже проводит ночь у неё.
Глава вторая
Проходит несколько лет. Эмма с головой уходит в творческие заботы. Адель — воспитательница в детсаду. Эмма живёт открыто, Адель скрывает свою связь с Эммой.
В итоге Адель начинает тайно встречаться со своим коллегой, устав от отчуждённости Эммы. Когда Эмма об этом узнаёт, она в бешенстве выгоняет Адель, несмотря на мольбы Адели простить её и дать ей объясниться. С этого момента жизнь Адели — это работа, на которой ей удаётся улыбаться, одиночество и слёзы вечерами. Её чувства не притупляются даже через три года.
Адель наконец встречается с Эммой в кафе. Признаётся ей в любви и просит вернуться. Эмма говорит сквозь слёзы, что теперь её семья — это Лиз и её дочь, а Адель в прошлом. Окончательно осознание потери приходит к Адели на выставке Эммы, где на большинстве картин уже её новая девушка, а сама Адель в синем платье особо не привлекает внимание Эммы. Адель уходит.

## В ролях
| Актёр              | Роль     |
| ------------------ | -------- |
| Адель Экзаркопулос | Адель    |
| Леа Сейду          | Эмма     |
| Салим Кешьюш       | Самир    |
| Жереми Лаэрт       | Тома     |
| Шандор Фунтек      | Валентен |

| Актёр          | Роль       |
| -------------- | ---------- |
| Карим Саиди    | Кадер      |
| Катрин Сали    | мать Адель |
| Орельян Рекуан | отец Адель |
| Байя Реаз      | Мерьем     |
| Том Юрье       | Пьер       |

## Рецензии
Джастин Чанг в своей статье для журнала Variety написал, что фильм содержит «самые бурные графические сцены лесбийского секса, которые можно вспомнить на данный момент». Джордан Минтзер из The Hollywood Reporter сказал, что несмотря на трёхчасовую длительность, «[фильм] удерживал феноменальными поворотами Леи Сейду и новичка Адель Экзаркопулос, в чём присутствует чёткое, прорывное исполнение». Питер Брэдшоу из The Guardian назвал картину «искренней» и «страстной», и наградил её четырьмя из пяти звёзд. Стивен Гаррет из The New York Observer сказал, что фильм был «ни чем иным, как триумфом» и является «крупной работой в пробуждении сексуальности».
Автор оригинальной истории Жюли Маро менее тепло отнеслась к фильму. Она подвергла критике сцены секса в картине, сравнивая их с порнографией; она сказала: «Гетеронормативные просмеялись, потому что они не понимают этого и сочли сцены нелепыми. Геи и квиры просмеялись, потому что [сцены] не убедительны, и они сочли их нелепыми». Однако она заявила, что считает фильм «ещё одной версией… той же истории».
Британский киножурнал Sight & Sound отвёл картине Кешиша 3 место в своём топ-10 лучших фильмов 2013 года. Аналогичную позицию «Жизнь Адель» заняла в списке лучших киноработ года по версии французского журнала Cahiers du Cinema.

## Награды
В гонке за «Оскар» картина участие не принимала, так как вышла в широкий американский прокат в октябре, что по правилам Академии недопустимо.
| Награды и номинации                    | Награды и номинации                       | Награды и номинации                                 | Награды и номинации                | Награды и номинации |
| Награда                                | Категория                                 | Номинант                                            | Результат                          |                     |
| -------------------------------------- | ----------------------------------------- | --------------------------------------------------- | ---------------------------------- | ------------------- |
| Каннский кинофестиваль                 | Приз ФИПРЕССИ                             | Абделатиф Кешиш                                     | Победа                             |                     |
| Каннский кинофестиваль                 | «Золотая пальмовая ветвь» за лучший фильм | Абделатиф Кешиш, Адель Экзаркопулос, Леа Сейду      | Победа                             |                     |
| Кинофестиваль в Сан-Себастьяне         | Приз ФИПРЕССИ                             | Абделатиф Кешиш                                     | Победа                             |                     |
| Премия Европейской киноакадемии        | «Лучший европейский фильм»                | Брагим Шиуа, Венсан Мараваль, Абделатиф Кешиш       | Номинация                          |                     |
| Премия Европейской киноакадемии        | «Лучшая режиссёрская работа»              | Абделатиф Кешиш                                     | Номинация                          |                     |
| Премия британского независимого кино   | «Лучший международный независимый фильм»  |                                                     | Победа                             |                     |
| «Независимый дух»                      | «Лучший международный фильм»              | Абделатиф Кешиш                                     | Победа                             |                     |
| «Спутник»                              | «Лучшая актриса»                          | Адель Экзаркопулос                                  | Номинация                          |                     |
| «Спутник»                              | «Лучшая актриса второго плана»            | Леа Сейду                                           | Номинация                          |                     |
| «Спутник»                              | «Лучший фильм на иностранном языке»       |                                                     | Номинация                          |                     |
| Круг кинокритиков Нью-Йорка            | «Лучший фильм на иностранном языке»       |                                                     | Победа                             |                     |
| Национальный совет кинокритиков США    | «Актёрский прорыв»                        | Адель Экзаркопулос                                  | Победа                             |                     |
| Ассоциация кинокритиков Бостона        | «Лучший фильм на иностранном языке»       |                                                     | Победа                             |                     |
| Круг онлайн-кинокритиков Нью-Йорка     | «Лучший фильм на иностранном языке»       |                                                     | Победа                             |                     |
| Круг онлайн-кинокритиков Нью-Йорка     | «Актёрский прорыв»                        | Адель Экзаркопулос                                  | Победа                             |                     |
| Ассоциация кинокритиков Лос-Анджелеса  | «Лучший фильм на иностранном языке»       |                                                     | Победа                             |                     |
| Ассоциация кинокритиков Лос-Анджелеса  | «Лучшая актриса»                          | Адель Экзаркопулос                                  | Победа (совместно с Кейт Бланшетт) |                     |
| «Золотой глобус»                       | «Лучший фильм на иностранном языке»       |                                                     | Номинация                          |                     |
| Круг кинокритиков Сан-Франциско        | «Лучший иностранный фильм»                |                                                     | Победа                             |                     |
| Круг кинокритиков Канзаса              | «Лучший фильм на иностранном языке»       |                                                     | Победа                             |                     |
| Общество онлайн-кинокритиков США       | «Лучший фильм на иностранном языке»       |                                                     | Победа                             |                     |
| Ассоциация кинокритиков Чикаго         | «Актёрский прорыв»                        | Адель Экзаркопулос                                  | Победа                             |                     |
| «Выбор критиков»                       | «Лучший фильм на иностранном языке»       |                                                     | Победа                             |                     |
| «Выбор критиков»                       | «Лучшая юная актриса»                     | Адель Экзаркопулос                                  | Победа                             |                     |
| Ассоциация кинокритиков Остина         | «Лучший фильм на иностранном языке»       |                                                     | Победа                             |                     |
| Общество кинокритиков Финикса          | «Лучший фильм на иностранном языке»       |                                                     | Победа                             |                     |
| Круг кинокритиков Флориды              | «Лучший фильм на иностранном языке»       |                                                     | Победа                             |                     |
| Ассоциация кинокритиков Юты            | «Лучшая актриса»                          | Адель Экзаркопулос                                  | Победа                             |                     |
| Ассоциация кинокритиков Юты            | «Лучший фильм на иностранном языке»       |                                                     | Победа                             |                     |
| Национальное общество кинокритиков США | «Лучший фильм на иностранном языке»       |                                                     | Победа                             |                     |
| BAFTA                                  | «Лучший фильм на иностранном языке»       | Брагим Шиуа, Венсан Мараваль, Абдулатиф Кешиш       | Номинация                          |                     |
| «Сезар»                                | «Лучший фильм»                            | Брагим Шиуа, Венсан Мараваль, Абделатиф Кешиш       | Номинация                          |                     |
| «Сезар»                                | «Лучшая режиссёрская работа»              | Абделатиф Кешиш                                     | Номинация                          |                     |
| «Сезар»                                | «Лучшая женская роль»                     | Леа Сейду                                           | Номинация                          |                     |
| «Сезар»                                | «Самый перспективный новичок»             | Адель Экзаркопулос                                  | Победа                             |                     |
| «Сезар»                                | «Лучший адаптированный сценарий»          | Абделатиф Кешиш, Галья Лакруа                       | Номинация                          |                     |
| «Сезар»                                | «Лучшая операторская работа»              | Софьян Эль Фани                                     | Номинация                          |                     |
| «Сезар»                                | «Лучший монтаж»                           | Камиль Тубкис, Альбертина Ластера, Жан-Мари Ленжель | Номинация                          |                     |
| «Сезар»                                | «Лучший звук»                             |                                                     | Номинация                          |                     |
| «Империя»                              | «Лучший женский дебют»                    | Адель Экзаркопулос                                  | Номинация                          |                     |